# تجزئة بنى ديناميكية
تجزئة البنى الديناميكية هي وسيلة هندسية تستخدم لنمذجة ديناميكية المنظومات الميكانيكية وتحليلها عن طريق عناصرها أو بُناها الجزئية. يمكن  باستخدام طريقة التجزئة الديناميكية تحليل السلوك الديناميكي للبنى الجزئية بشكل منفصل، ثم جمع الحسابات الديناميكية باستخدام عمليات اقتران. تمتاز التجزئة الديناميكية عن تحليل المنظومة المجمعة بالكامل بمزايا عديدة:
- تمكِن نمذجة كل جزء من البنية وفقًا للمجال الأنسب له، مثلًا، يمكن دمج الأجزاء المستنتجة تجريبيًّا مع النماذج العددية.
- يمكن إيجاد الحل الأمثل للمنظومات الكبيرة و/أو المعقدة على مستوى أجزائها.
- يمكن تخفيف حمل الحساب العددي، إذ إن حل بضعة أجزاء من البنية أسهل حاسوبيًّا من حل منظومات كبيرة
- تمكِن مشاركة نماذج البنى الجزئية ودمجها بين مجموعات تطوير متعددة دون عرض تفاصيل النمذجة.

تناسب تجزئة البنى الديناميكية بشكل خاص محاكاة الاهتزازات الميكانيكية، التي لها أهمية بالنسبة للعديد من جوانب المنتج كالصوت/ الصوتيات، الكلال / التحمل، الراحة، والأمان. يمكن تطبيق تجزئة البنى الديناميكية على أي مجال أحجام وترددات أيضًا. لذا فهو نموذج واسع الاستخدام في التطبيقات الصناعية التي تتراوح من هندسة السيارات والمركبات الفضائية إلى تصميم العنفات الريحية والآليات الدقيقة عالية التقنية.

## لمحة تاريخية
تعود جذور التجزئة الديناميكية إلى حقل تجزئة (تفكيك) المجالات في الرياضيات. في عام 1890 ابتدع الرياضي هيرمان شفارتز طريقة تقريبية لتجزئة المجالات تسمح بإيجاد الحلول في أزواج المجالات الجزئية المستمرة. لكن الكثير من النماذج التحليلية لأزواج المجالات الجزئية لا تمتلك حلولًا من الشكل المغلق، ما أدى إلى طرق تقطيع وتقريب كطريقة ريتز (التي تدعى أحيانًا طريقة ريتز ريلي؛ بسبب تشابه معادلات ريتز مع نسبة ريلي)، وطريقة العناصر الحدية، وطريقة العناصر المنتهية. يمكن اعتبار هذه الطرق تقنيات تفكيك مجال «من الدرجة الأولى».
أثبتت طريقة العناصر المنتهية أنها الطريقة الأكثر فعالية، وجاء اختراع المعالج الصغري ليسمح بحل تشكيلة واسعة من المسائل الفيزيائية بسهولة. اخترعت الطرق للوصول إلى الفعالية المثلى وإيجاد الحل الأمثل لحسابات الرياضيات المتقطعة بهدف تحليل مسائل أكبر وأكثر تعقيدًا. تمثلت الخطوة الأولى في استخدام طرق الحل التقريبية كطريقة التدرج المرافق بدلًا عن طرق الحل المباشرة. لم تكن هذه الحلول مثيرةً للاهتمام بصفتها بدائل في البداية؛ بسبب عدم تماسكها (صحتها على كامل المجال) وبطء مقاربتها للنتائج الصحيحة. لكن صعود نجم المعالجة الحاسوبية المتوازية في ثمانينيات القرن العشرين زاد من شعبيتها. يمكن حل المسائل المعقدة الآن بتقسيمها إلى مجالات جزئية، فيعالَج كل منها بواسطة معالج مستقل، والحل بالتقريب التكراري عند واجهات تلاقي المجالات (عند الانقطاعات). يمكن اعتبار ذلك تفكيك مجالات من الدرجة الثانية.
تمكِن زيادة فعالية النمذجة الديناميكية أكثر عبر تخفيض درجة تعقيد المجالات الجزئية الفردية. يمكن تحقيق هذا التخفيض للمجالات الجزئية (أو البنى الجزئية في سياق الديناميك البنيوي) عبر تمثيل البنى الجزئية بواسطة استجاباتها العامة. أدى التعبير عن البنى الجزئية المنفصلة من خلال استجاباتها العامة بدلًا من تقطيعها التفصيلي إلى ظهور ما يسمى طريقة تجزئة البنى الديناميكية. سمحت خطوة التخفيض هذه أيضًا بالمعلومات المحصلة تجريبيًّا بدلًا من الوصف الرياضي للمجالات.طُورت أولى طرائق تجزئة البنى الديناميكية في ستينيات القرن العشرين، وكانت تعرف أكثر باسم «توليف وضع المكونات» (سي إم إس). سرعان ما اكتشف العلماء والأوساط الهندسية فوائد تجزئة البنى الديناميكية، وأصبحت موضوع بحث هام في مجال ديناميكا المنشآت والاهتزازات. تبعت ذلك تطورات كبيرة، أنتجت مثلًا طريقة كريغ بامبتون الكلاسيكية.
بسبب التحسينات على الحساسات ومعالجة الإشارة في ثمانينيات القرن العشرين؛ أصبحت تقنيات تجزئة البنى أيضًا جذابة للمجتمع التجريبي. أنشئت طرق تهتم بتحسين الديناميك البنيوي طبقت فيها تقنيات المزاوجة (الاقتران) بشكل مباشر على توابع استجابة ترددية مقاسة. حصلت الطريقة على رواج واسع عندما صاغ جيتموندسن وزملاؤه طريقة تجزئة البنى الكلاسيكية على أساس الترددات، فوضعت حجر الأساس للعمل على تجزئة البنى الديناميكية على أساس الترددات. في عام 2006 قدم دي كليرك وزملاؤه صيغةً منظمة لتبسيط الصيغة الصعبة الفضفاضة التي كانت تُستخدم سابقًا. تم هذا التبسيط عن طريق مصفوفتين بوليتين -نسبةً إلى الجبر البولي- (أي مصفوفتي حقيقة أو مصفوفتين ثنويتين) تتعاملان مع كل «الحسابات» الخاصة بتجميع البنى الجزئية.

## المجالات
يُستحسن النظر إلى تجزئة البنى الديناميكية على أنها مجموعة أدوات لا تتعلق بالمجال لتجميع النماذج العنصرية، وعلى أن تعتبر وسيلة نمذجة مستقلة بذاتها. بشكل عام، يمكن استخدام تجزئة البنى الديناميكية في كل المجالات المجهزة لمحاكاة السلوك متعدد الدخل / متعدد الخرج. المجالات الخمس التالية مناسبة لتجزئة البنى:
- المجال الفيزيائي.
- مجال الأوضاع (المقيدة).
- مجال الترددات.
- مجال الزمن.
- مجال الحالة والفراغ.

يُعنى المجال الفيزيائي بالطرق المبنية على كتلة (خطية) ومصفوفات الصلابة والتخميد المحصلة عادةً بطرق نمذجة العناصر المنتهية. من الحلول الشائعة المستخدمة في حل الأنظمة المرافقة ذات المعادلات التفاضلية من الرتبة الثانية مخططات التكامل الزمني لنيومارك ومخطط هيلبرت هيوز تايلور. يُعنى مجال الأوضاع بتقنيات توليف وضع المكونات كطرق كريغ بامبتون وروبين وماكنيل. توفر هذه الطرق أسس تخفيض أوضاع فعالة وتقنيات تجميع فعالة للنماذج العددية في المجال الفيزيائي. يُعرف مجال الترددات أكثر باسم تجزئة البنى على أساس الترددات (إف بي إس). بناءً على الصياغة الكلاسيكية التي وضعها جيتموندسن وزملاؤه وإعادة الصياغة من قبل دي كليرك وزملائه، أصبح أكثر مجال استخدامًا لتجزئة البنى؛ بسبب سهولة التعبير عن المعادلات التفاضلية للمنظومة الديناميكية (بواسطة وسائل توابع الاستجابة الترددية) وبسبب ملاءمته لتطبيق النماذج المحصلة تجريبيًّا بسهولة. يشير المجال الزمني إلى المفهوم المقترح حديثًا عن تجزئة البنى المبنية على المحفزات اللحظية (نبضية)، التي تعبر عن سلوك المنظومة الديناميكية التي تستخدم مجموعة توابع استجابة نبضية. أخيرًا، يشير مجال الحالة والفراغ إلى الطرق التي اقترحها سيوفالي وزملاؤه التي توظف تقنيات تعريف المنظومات الشائعة في نظرية التحكم.
بما أن تجزئة البنى الديناميكية مجموعة أدوات مستقلة عن مجال الاستخدام، يمكن تطبيقها على المعادلات الديناميكية لكل المجالات. لتأسيس مجموعة بنى جزئية في مجال معين، يجب تطبيق شرطين على حدود (واجهات) التلاقي (هي نفسها أماكن الانقطاع).

## الشروط عند حدود التلاقي
يجب تحقيق شرطين لتحقيق تزاوج / تفكك للأجزاء البنيوية في كل من المجالات المذكورة آنفًا، وهما:
- توافق الإحداثيات، أي أن عقدتي الوصل للجزئين المتلاقيين من البنية يجب أن تكون لهما الإزاحة نفسها عند حدود التلاقي.
- توازن القوى، أي أن القوتين عند الحدود بين العقدتين المتصلتين يجب أن يكون لهما نفس الشدة وبإشارتين متعاكستين.

هذان هما الشرطان الأساسيان اللذان يبقيان البنى الجزئية على اتصال، فيسمحان بتركيب مجموعة من عناصر متعددة. تلاحَظ إمكانية المقارنة بين هذين الشرطين وقانونا كيرشوف للدارات الكهربائية، إذ توجد شروط مشابهة مطبقة على التيارات والتوترات الكهربائية عبر/ بين العناصر الكهربائية في شبكة.

### وصل البنى الجزئية
افترض وجود بنيتين جزئيتين أ وب.  تشكل البنيتان ما مجموعه ست عقد، توصف إزاحات العقد بمجموعة درجات الحرية. تقسَم درجات طلاقة العقد الست كما يلي:
1. درجات طلاقة العقد الداخلية للبنية الجزئية أ.
2. درجات طلاقة عقد الاقتران بين البنيتين الجزئيتين أ وب، أي درجات طلاقة الواجهة (حدود التلاقي).
3. درجات طلاقة العقد الداخلية للبنية الجزئية ب.